# Рекоба, Альваро
А́льваро Алекса́ндер Реко́ба Риве́ро (исп. Álvaro Alexánder Recoba Rivero; род. 17 марта 1976[…], Монтевидео) — уругвайский футболист, нападающий, в прошлом — игрок сборной Уругвая. Принял участие в чемпионате мира по футболу в 2002 году в Японии и Корее. Будучи одним из самых одарённых игроков своего поколения, в полной мере своего таланта Рекоба так и не реализовал.
Спортивное прозвище — El Chino («Китаец»).

## Биография

### Клубная карьера
Рекоба начал свою карьеру в скромном столичном клубе «Данубио». Поиграв несколько лет в молодёжной команде, в основном составе дебютировал в сезоне 1994/95 в возрасте 16 лет и сразу приковал всеобщее внимание к своей фантастической левой ноге. Уже через два года талантливого юношу переманил один из самых успешных уругвайских клубов — столичный «Насьональ». В 1996 году Рекоба был признан лучшим футболистом чемпионата Уругвая. В середине уругвайского сезона 1997 года его купил итальянский «Интернационале».
Рекоба дебютировал в «Интере» 31 августа 1997 года в том же матче, что и Роналдо. Его мощный удар с 40 метров завершился взятием ворот, так же как и блестяще выполненный штрафной удар. Эти 2 гола в последние 10 минут матча против «Брешиа» позволили его клубу одержать волевую победу 2:1, а самого Рекобу сделали любимцем болельщиков.
Несмотря на блестящий старт, из-за нестабильной ситуации в клубе и непрекращающейся тренерской чехарды Рекобе никак не удаётся закрепиться в основном составе команды. И в начале 1999 года его отдают в аренду борющейся за выживание «Венеции». Предоставленным шансом Рекоба воспользовался сполна: его 11 забитых мячей и 9 голевых передач в 19 матчах, позволяют клубу сохранить прописку в Серии А.
Проведя неполный сезон в «Венеции», Рекоба возвращается в «Интернационале». В январе 2001 года подписывает новый контракт с клубом, рассчитанный до 30 июня 2006 года. Однако в этом же месяце выясняется, что итальянский паспорт, полученный Рекобой в 1999 году — фальшивый. Игроку присуждают годичную дисквалификацию, однако, подав апелляцию, ему удаётся сократить её срок до четырёх месяцев.
В начале 2007 года Рекобу отдают в аренду клубу «Торино», где он отыграл полный сезон. Его пребывание в клубе омрачено частыми травмами и недостатком игрового времени. Несмотря на эпизодические проблески таланта, ожиданий руководства команды он не оправдал. 5 сентября 2008 года на правах свободного агента подписал контракт с греческим «Паниониосом». 16 декабря 2009 года он разорвал контракт с клубом по обоюдному согласию.
27 декабря 2009 года Рекоба подписал контракт с «Данубио». Зимой 2011 года перешёл в качестве свободного агента в «Насьональ». В первых двух матчах Апертуры 2011 забил по голу, причём оба раза — выходя на замену, и оба мяча в итоге приносили ничейный результат для «Трёхцветных».

### Карьера в сборной

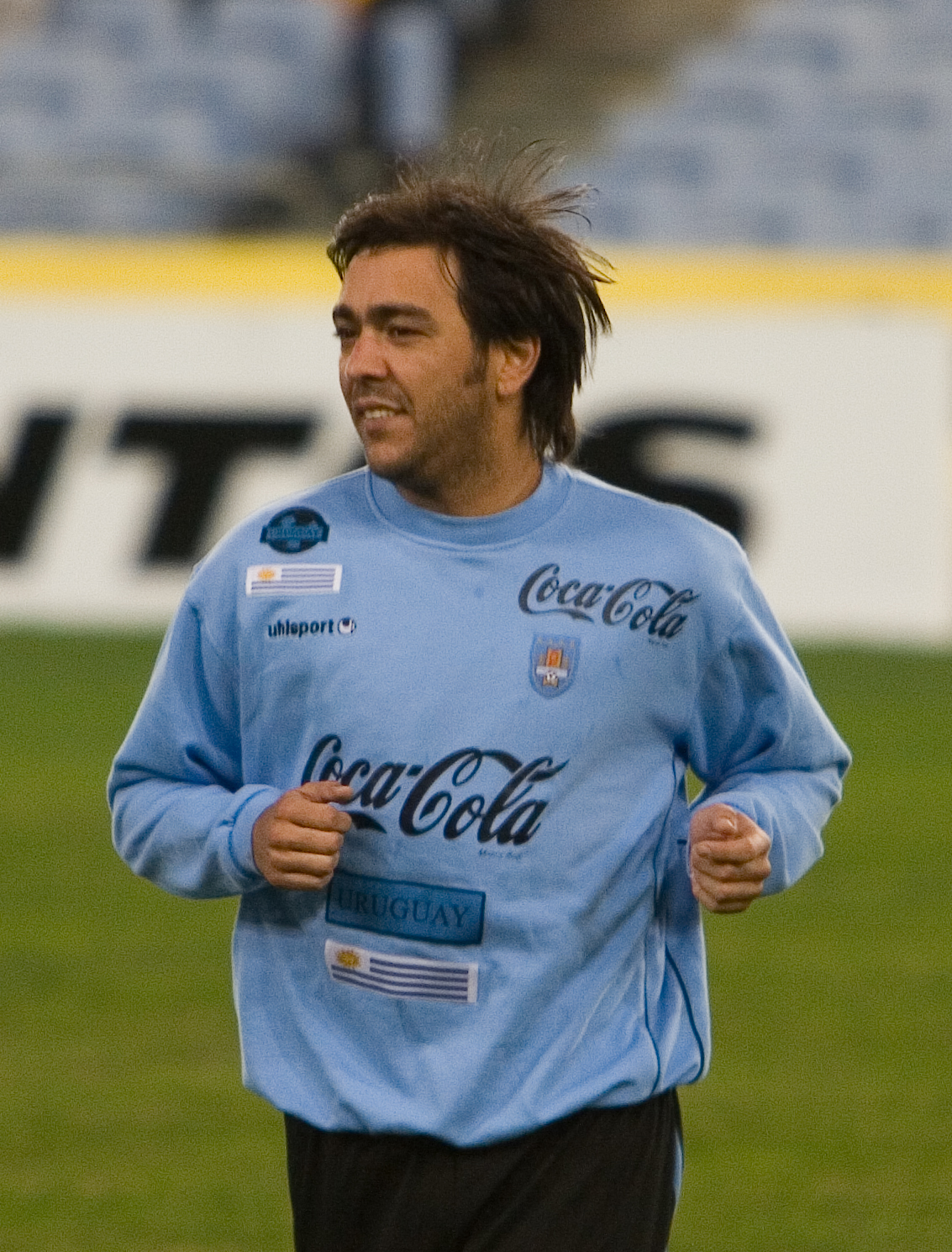
Рекоба в составе сборной Уругвая, 2007 год

В составе сборной Уругвая Альваро принимал участие в финальной стадии чемпионата мира по футболу 2002 года в Японии и Корее. Проиграв на старте сборной Дании (1:2) и сыграв вничью с Францией (0:0), для выхода из группы Уругваю не оставалось ничего, кроме как побеждать третьего соперника — Сенегал. В первом тайме сенегальцы забили 3 мяча, и, казалось, легко решили свои проблемы, но во втором тайме, Уругвай сумел ответить трижды, причём последний мяч на 88-й минуте с пенальти провёл Рекоба. Тем не менее на большее у Уругвая времени не хватило, ничья же устроила Сенегал, а Уругвай занял 3-е место в группе и покинул чемпионат.

### Семья
Отец Альваро, Рауль Рекоба (род. 1948), назван в честь Рауля Скьяффино, старшего брата лучшего уругвайского футболиста XX века Хуана Альберто Скьяффино, который сам был суперзвездой уругвайского футбола в 1940-е годы. Дед Альваро был поклонником «Пеньяроля», в котором блистали братья Скьяффино. Однако, поскольку сын добился славы в «Насьонале», Рауль Рекоба стал поклонником «трёхцветных». Несмотря на то, что Альваро обеспечил семью (он приобрёл таксопарк для отца, а мать и сестра Альваро вместе с Раулем руководят рестораном в Монтевидео), его отец всё равно два раза в неделю выезжает на дороги Монтевидео, чтобы поработать таксистом (в основном в районе аэропорта Карраско):

Я работаю (таксистом) только по субботам и воскресеньям, но только потому, что мне это нравится. Мне не нужны деньги. Люди спрашивают меня, почему я это делаю, но мне нужно подавать пример своим детям. Я просто делаю свою работу с удовольствием.

Также отец Альваро на общественных началах работает казначеем при стадионе «Сентенарио».
Сын — Херемия Рекоба, футболист.

## Стиль игры
Рекоба — ярко выраженный левша. Его наиболее сильные стороны — дриблинг, скорость, контроль мяча, пас и точный и сильный удар с левой ноги. Мастер штрафных ударов. Также в течение своей карьеры забил несколько мячей прямым ударом с углового.

## Статистика выступлений

### Клубная карьера
| Выступление            | Выступление      | Выступление      | Чемпионат | Чемпионат | Кубки | Кубки | Континент. | Континент. | Прочие | Прочие | Итого | Итого |
| Клуб                   | Лига             | Сезон            | Игры      | Голы      | Игры  | Голы  | Игры       | Голы       | Игры   | Голы   | Игры  | Голы  |
| ---------------------- | ---------------- | ---------------- | --------- | --------- | ----- | ----- | ---------- | ---------- | ------ | ------ | ----- | ----- |
| Интернационале         | Серия A          | 1997/98          | 8         | 3         | 5     | 2     | 6          | 0          | 0      | 0      | 19    | 5     |
| Интернационале         | Серия A          | 1998/99          | 1         | 0         | 1     | 0     | 2          | 0          | 0      | 0      | 4     | 0     |
| Интернационале         | Серия A          | 1999/00          | 27        | 10        | 6     | 0     | 0          | 0          | 1      | 0      | 34    | 10    |
| Интернационале         | Серия A          | 2000/01          | 29        | 8         | 3     | 2     | 9          | 5          | 0      | 0      | 41    | 15    |
| Интернационале         | Серия A          | 2001/02          | 18        | 6         | 4     | 0     | 0          | 0          | 0      | 0      | 22    | 6     |
| Интернационале         | Серия A          | 2002/03          | 27        | 9         | 1     | 0     | 14         | 3          | 0      | 0      | 42    | 12    |
| Интернационале         | Серия A          | 2003/04          | 19        | 8         | 3     | 0     | 7          | 3          | 0      | 0      | 29    | 11    |
| Интернационале         | Серия A          | 2004/05          | 13        | 3         | 4     | 2     | 5          | 1          | 0      | 0      | 22    | 6     |
| Интернационале         | Серия A          | 2005/06          | 20        | 5         | 3     | 0     | 7          | 1          | 0      | 0      | 30    | 6     |
| Интернационале         | Серия A          | 2006/07          | 13        | 1         | 3     | 0     | 2          | 0          | 0      | 0      | 18    | 1     |
| Интернационале         | Итого            | Итого            | 175       | 53        | 33    | 6     | 52         | 13         | 1      | 0      | 261   | 72    |
| → Венеция              | Серия A          | 1998/99          | 19        | 10        | 0     | 0     | 0          | 0          | 0      | 0      | 19    | 10    |
| → Венеция              | Итого            | Итого            | 19        | 10        | 0     | 0     | 0          | 0          | 0      | 0      | 19    | 10    |
| → Торино               | Серия A          | 2007/08          | 22        | 1         | 2     | 2     | 0          | 0          | 0      | 0      | 24    | 3     |
| → Торино               | Итого            | Итого            | 22        | 1         | 2     | 2     | 0          | 0          | 0      | 0      | 24    | 3     |
| Паниониос              | Суперлига        | 2008/09          | 14        | 4         | 3     | 1     | 0          | 0          | 0      | 0      | 17    | 5     |
| Паниониос              | Суперлига        | 2009/10          | 5         | 0         | 0     | 0     | 0          | 0          | 0      | 0      | 5     | 0     |
| Паниониос              | Итого            | Итого            | 19        | 4         | 3     | 1     | 0          | 0          | 0      | 0      | 22    | 5     |
| Данубио                | Примера          | 2009/10          | 13        | 5         | 0     | 0     | 0          | 0          | 0      | 0      | 13    | 5     |
| Данубио                | Примера          | 2010/11          | 18        | 5         | 0     | 0     | 1          | 0          | 0      | 0      | 19    | 5     |
| Данубио                | Итого            | Итого            | 31        | 10        | 0     | 0     | 1          | 0          | 0      | 0      | 32    | 10    |
| Насьональ (Монтевидео) | Примера          | 2011/12          | 23        | 7         | 0     | 0     | 9          | 1          | 1      | 1      | 33    | 9     |
| Насьональ (Монтевидео) | Примера          | 2012/13          | 21        | 5         | 0     | 0     | 4          | 0          | 0      | 0      | 25    | 5     |
| Насьональ (Монтевидео) | Примера          | 2013/14          | 20        | 2         | 0     | 0     | 3          | 0          | 0      | 0      | 23    | 2     |
| Насьональ (Монтевидео) | Примера          | 2014/15          | 17        | 2         | 0     | 0     | 1          | 0          | 1      | 0      | 19    | 2     |
| Насьональ (Монтевидео) | Итого            | Итого            | 81        | 16        | 0     | 0     | 17         | 1          | 2      | 1      | 100   | 18    |
| Всего за карьеру       | Всего за карьеру | Всего за карьеру | 347       | 94        | 38    | 9     | 70         | 14         | 3      | 1      | 458   | 118   |

## Достижения

### Командные
Насьональ
- Чемпион Уругвая: 2011/12
- Победитель Лигильи: 1996

Интернационале
- Чемпион Италии (2): 2005/06, 2006/07
- Обладатель Кубка Италии (2): 2004/05, 2005/06
- Обладатель Суперкубка Италии (2): 2005, 2006
- Обладатель Кубка УЕФА: 1997/98

### Личные
- Лучший бомбардир Лигильи: 1996
- Лучший футболист Уругвая (2): 1996, 2012